# Киргизка автономна област
Киргизка автономна област (на руски: Киргизская автономная область) е автономна област в състава на Руската съветска федеративна социалистическа република през периода 14 октомври 1924 – 1 февруари 1926 г. Столицата на автономния регион е град Пишпек.

## История
Между октомври и ноември 1924 г. в Средна Азия е осъществено национално-държавно разделение. В резултат на това на 14 октомври 1924 г. се появява Кара-киргизкия автономен регион, който е подчинен централно на РСФСР. На 25 май 1925 г. Кара-киргизкия автономен регион е преименуван на Киргизка автономна област.От 1 февруари 1926 г. Киргизка автономна социалистическа съветска република.